# Alex La Guma
Alex La Guma (Ciudad del Cabo, 20 de febrero de 1925-La Habana, 11 de octubre de 1985) fue un novelista sudafricano, conocido líder de la Organización de Mestizos de Sudáfrica (SACPO) y uno de los acusados en el Juicio por Traición. Durante buena parte de su vida, La Guma luchó contra el apartheid y como escritor, tenía un estilo muy vivo, con diálogos distintivos, y muy realistas, convirtiéndose en uno de los más relevantes autores de la Sudáfrica del siglo XX. La Guma fue galardonado en 1969 con el premio Lotus de Literatura.

## Biografía
Nació en el Distrito Seis de Ciudad del Cabo. Y su padre, James La Guma, era líder sindical y miembro del Partido Comunista Sudafricano.
Tras graduarse en la escuela técnica en 1945, se convirtió en miembro activo del sindicato de la planta de la Metal Box Company. Despedido tras organizar una huelga, pasó a la actividad política. En 1947 se afilió a la Liga Juvenil del Partido Comunista, y en 1948 al Partido Comunista. En 1957 publicó su primer relato corto, "Nocturn". A pesar de que La Guma fue uno de los inspiradores de la naciente resistencia contra el apartheid, como es el caso del Movimiento de Conciencia Negra, sus conexiones con estos grupos fueron indirectas, puesto que el escritor sudafricano abandonó el país en 1966 y pasó el resto de su vida en el exilio.

## Principal obra
- A Walk in the Night y otras historias, (1962), Mbari (Publishers), Ibadan, Nigeria.
- And a Threefold Cord (1964), Berlín Este, GDR: Seven Seas Publishers.
- The Stone-Country (1967), Berlín Este, GDR: Seven Seas Publishers.
- In the Fog of the Seasons' End (1972), Londres: Heinemann.
- A Soviet Journey (1978), Moscú: Progress Publishers.
- Time of the Butcherbird (1979), Londres: Heinemann.